# Grästjärnen (Alanäs socken, Jämtland)
Grästjärnen är en sjö i Strömsunds kommun i Jämtland och ingår i Ångermanälvens huvudavrinningsområde.